# Pancho Aréna
Pancho Aréna – stadion piłkarski w miejscowości Felcsút (około 40 km na zachód od Budapesztu), na Węgrzech. Został otwarty 21 kwietnia 2014 roku. Może pomieścić 3816 widzów. Swoje spotkania rozgrywają na nim piłkarze klubu Puskás Akadémia FC. Obiekt jest częścią kompleksu piłkarskiego akademii im. Ferenca Puskása.
Stadion został wybudowany w latach 2012–2014 w miejscu dwóch boisk akademii piłkarskiej im. Ferenca Puskása (powstałej w 2007 roku). Oficjalne otwarcie obiektu miało miejsce 21 kwietnia 2014 roku, kiedy rozegrano na tym stadionie finał młodzieżowego turnieju piłkarskiego Puskás–Suzuki-kupa. Niedługo później stadion był jedną z aren piłkarskich Mistrzostw Świata prawników, a w lipcu 2014 roku rozegrano na nim trzy mecze fazy grupowej i jeden półfinał Mistrzostw Europy U-19. 26 marca 2018 roku na obiekcie odbył się towarzyski mecz piłkarskich reprezentacji narodowych (Bułgaria – Kazachstan 2:1).
Obiekt powstał w stylu węgierskiej architektury organicznej, został zaprojektowany przez Tamása Dobrosi według koncepcji Imre Makovecza, zmarłego przed realizacją projektu. Żelbetowa konstrukcja trybun zwieńczona jest zadaszeniem o drewnianym szkielecie, pokrytym blaszanym poszyciem imitującym papę. Na dachu zainstalowane jest sztuczne oświetlenie. Drewniany szkielet zadaszenia jest wyróżniającym się architektonicznie elementem wnętrza areny. Cały stadion zaprojektowany został z dbałością o detale i estetykę, oferuje stosunkowo niedużą względem swych rozmiarów pojemność (3816 widzów), co związane jest ze zwiększonym komfortem widowni (większe od standardowych odległości między rzędami i krzesełkami, a także stosunkowo duża ilość miejsc dla VIP-ów – 420). Przed stadionem stanęły statuy Ferenca Puskása i Imre Makovecza.
Obiekt jest główną areną kompleksu piłkarskiego akademii im. Ferenca Puskása (sam stadion również nazwany jest na cześć tego piłkarza – „Pancho” to jego przydomek z czasów gry w Realu Madryt). Sama akademia została założona przez premiera Węgier, Viktora Orbána, który dorastał w Felcsút i posiada dom w niewielkiej odległości od stadionu. Stadion został sfinansowany z pieniędzy pochodzących od dużych koncernów (jego budowa pochłonęła 3,8 mld forintów), choć nie powstałby, gdyby nie wpływy Viktora Orbána.